# Marcin Lewandowski (wielrenner)
Marcin Lewandowski (Lipno, 10 oktober 1977) is een Pools voormalig wielrenner. Hij won een etappe in de Ronde van Nedersaksen in 2005. Hij reed enkele seizoenen voor Intel-Action.

## Erelijst
2001
- 3e in Ronde van Marokko

2002
- Proloog Szlakiem Grodow Piastowskich
- 2e in 2e etappe Vredeskoers
- 2e in 1e etappe Ronde van Polen

2003
- 4e etappe Szlakiem Grodow Piastowskich
- 3e in 2e etappe Vredeskoers
- Criterium van Bydgoszczy
- 3e in 2e etappe Ronde van Polen

2004
- 2e in 9e etappe Vredeskoers
- 1e etappe Baltyk-Karkonosze-Tour
- 3e in 8e etappe Ronde van het Qinghaimeer
- 2e in 1e etappe Ronde van Polen
- 2e in 3e etappe Ronde van Polen

2005
- 1e etappe Ronde van Nedersaksen
- 2e in 3e etappe Ronde van het Qinghaimeer

## Resultaten in voornaamste wedstrijden
| Jaar |  | WK op de weg |
| ---- |  | ------------ |
| 2002 |  | 92e          |

- Virtual International Authority File: 140156012397949700003